# Walter Gontermann
Walter Gontermann (* 1942 in Solingen) ist ein deutscher Schauspieler.
Gontermann absolvierte von 1962 bis 1963 eine Schauspielausbildung an der Schauspielschule Zerboni.
Er erhielt in der Literaturverfilmung Die verlorene Ehre der Katharina Blum aus dem Jahre 1975 die Rolle des Pater Urbanus. 1983 war er erstmals im Tatort zu sehen, für den er vor allem während der 1990er Jahre noch ab und an auftrat. Im Film Voll normaaal übernahm Gontermann die Nebenrolle des Doktors. Des Weiteren spielte er auch in Fußball ist unser Leben aus dem Jahre 2000. In der zweiten Staffel der Fernsehserie Stromberg war Gontermann als Dr. Heinemann ein Nebendarsteller. Er lieh im Videospiel Baphomets Fluch der Rolle des Khan im ersten Teil seine Stimme.

## Filmografie
- 1975: Die verlorene Ehre der Katharina Blum
- 1983: Tatort: Miriam (Fernsehreihe)
- 1986: Der Drücker
- 1986–2009: Lindenstraße – (mehrfache Kurzeinsätze in Nebenrollen)
- 1988: Die Katze
- 1989: Erdenschwer
- 1990: The Man Inside – Tödliche Nachrichten
- 1994: Die Sieger
- 1994: Voll normaaal
- 1995: Pakten
- 1996: Die Aktion (Fernsehfilm)
- 1997: Schwurgericht (Fernsehreihe)
  - 1997: Schwanger in den Tod
  - 1997: Der Mörder meiner Mutter
  - 1997: Nur eine Hure
- 1997: Tatort: Tod im All
- 1997: Tatort: Willkommen in Köln
- 1997: Schwurgericht (Fernsehreihe)
- 1997: Die Musterknaben
- 1997: Forsthaus Falkenau (Fernsehserie, 2 Folgen)
- 1997: Schräge Vögel (Fernsehfilm)
- 1998: Und tschüss! Ballermann olé (Fernsehfilm)
- 1998: Operation Noah (Fernsehfilm)
- 1998: Tatort: Manila
- 1999: Die Musterknaben 2 (Fernsehfilm)
- 1999: Straight Shooter
- 1999: Tatort: Die apokalyptischen Reiter
- 1999: Der geheime Zeuge (Fernsehfilm)
- 1999: Das Delphinwunder (Fernsehfilm)
- 2000: Fußball ist unser Leben
- 2000: Deutschlandspiel (Fernsehfilm)
- 2000: Rote Glut (Fernsehfilm)
- 2002: Verhexte Hochzeit (Fernsehfilm)
- 2002: Ein Leben lang kurze Hosen tragen
- 2002: SK Kölsch (Fernsehserie, Folge Golfkrieg)
- 2003: Tatort: Stiller Tod
- 2003: Die Musterknaben 3 – 1000 und eine Nacht (Fernsehfilm)
- 2003: Aus Liebe zu Deutschland – Eine Spendenaffäre (Fernsehfilm)
- 2004: Zwischen Tag und Nacht
- 2004: Die Nacht der lebenden Loser
- 2005: Falscher Bekenner
- 2005: Die Nacht der großen Flut (Fernsehfilm)
- 2005: Stromberg (Fernsehserie, 5 Folgen)
- 2006: Goldene Zeiten
- 2007: Wilsberg: Die Wiedertäufer (Fernsehserie)
- 2008: Schimanski: Schicht im Schacht (Fernsehserie)
- 2008: Küsse à la carte (Fernsehfilm)
- 2011: Der Mann mit dem Fagott
- 2011: Der letzte Bulle (Fernsehserie, Folge Ich weiß von nichts)
- 2013: Heiter bis tödlich: Koslowski & Haferkamp (Fernsehserie, Folge Lug und Trug)
- 2013: Heiter bis tödlich: Zwischen den Zeilen (Fernsehserie, Folge Beschwingte Swinger)
- 2014: Nichts mehr wie vorher
- 2015: Kreisliga – Ein Dorf sieht schwarz (Fernsehfilm)
- 2016: Fluss des Lebens – Geliebte Loire (Fernsehreihe)
- 2017: Vater? (Kurzfilm)
- 2017: Heldt (Fernsehserie, Folge Besuch aus dem Jenseits)

## Theater (Auswahl)
Engagements in Köln, Düsseldorf, Schleswig, Bremerhaven, Essen, Bonn, Aachen, Frankfurt a. M.
- 2003: Vater Helge in Das Fest, Thomas Vinterberg, (Kölner Theaterpreis 2003)
- 2004: Mammon in Jedermann Hugo von Hofmannsthal
- 2007: Mephisto in Faust Johann Wolfgang von Goethe
- 2011: Werner in Wolke 9 Andreas Dresen (Adaption des Films)
- 2014: Saul in Absalom, Zoe Kazan
- 2014/15: Herbert in Möwe und Mozart, Peter Limburg
- 2017/2020: Höller in Vor dem Ruhestand, Thomas Bernhard

## Hörspiele
- 1988: Eva Mudrich: Tom war schon da – Regie: Tibor von Peterdy (Hörspiel – DW)
- 1999: Reinhard Kuhnert: Gemeinsam der Zukunft entgegen – Regie: Reinhard Kuhnert/Hilmar Bachor (Hörstück – WDR)
- 1999: Ken Follett: Die Säulen der Erde – Regie: Leonhard Koppelmann (Hörspiel (9 Teile) – WDR)
- 2003: Maud Tabachnik: Bellende Hunde beißen – Regie: Martin Zylka (Hörspiel – WDR)
- 2018: Der dunkle Wald. Trisolaris-Trilogie nach Liu Cixin – Regie: Martin Zylka (Hörspiel – WDR)[2]
- 2013: David Zane Mairowitz: Marlov – Eine harte Nuss – Regie: Jörg Schlüter (Hörspiel – WDR)